# 秋山丰宽
秋山丰宽（日语：／ Akiyama Toyohiro，1942年6月22日—）是日本新聞工作者，1990年乘坐联盟号宇宙飞船抵达和平号空间站，成为首位进入太空的日本人。

## 生平
出生于东京都。中学就读于品川区攻玉社高校，1966年毕业于三鷹市國際基督教大學教養学部（艺术与科学学院）社会科学专业。毕业后加入TBS，成为新闻工作者。1967年至1971年在伦敦BBC国际频道工作，1984年至1988在TBS美国华盛顿哥伦比亚特区分局工作。
1989年，TBS与苏联达成宇航员训练协议。共有163名TBS员工提出申请，最后只有秋山和女摄影师菊地凉子入选。他们在加加林宇航员培训中心参加了基础训练。然而在发射前一周，菊地因突发阑尾炎而被取消资格。
1990年12月2日，秋山丰宽与苏联宇航员乘坐联盟号宇宙飞船前往和平号空间站，一个星期后与马纳科夫和斯特列卡洛夫返回地球，这使秋山成为了首位进入太空的日本人，也是历史上第一位由商业赞助的个人太空旅行者。据报道，TBS为此支付给苏联宇航局约1200万至3700万美元左右的酬金。
在完成太空飞行后，他又回到了TBS，成为新闻部副主任。1995年退休，同年移居福岛县，经营农业。2011年受到福岛第一核电站事故的影响来到群马县避难。同年11月1日成为京都造形艺术大学艺术学院教授，2012年移居京都府。

## 个人生活
他已经结婚，有2个孩子。